# 上げ潮派
上げ潮派（あげしおは）とは、経済と財政の関係において、財政（国家）による、経済（市場）への介入を少なくすることによって経済成長させ、成長率が上がる事で税収が自然増となり、消費税の税率を上げなくても財政が再建されるとする立場。

## 概要
2006年、第3次小泉内閣（改造）の下、内閣府特命担当大臣（金融、経済財政政策）であった与謝野馨を中心とする経済財政諮問会議は、『「歳出・歳入一体改革」中間とりまとめ』と『骨太の方針』を発表した。これらの文書では、2011年度までの基礎的財政収支（プライマリーバランス）の黒字化を目標として掲げており、歳出・歳入の一体改革が提唱された。
上げ潮派は、増税を先送りし、金融政策による景気刺激策や、大胆なイノベーションなどにより、経済成長が達成されることで、税収が自然増となりプライマリー・バランスの黒字化が達成できると主張している。
経済学者の高橋洋一 (経済学者)は「上げ潮派」は、自身、中川秀直、竹中平蔵の3人しかいないと明言している。

## 沿革

### （第1次）安倍政権
第1次安倍内閣では大田弘子が内閣府特命担当大臣（経済財政政策担当）として入閣するなど上げ潮派が多く起用され、中川も幹事長に就任するなど、経済政策として上げ潮派の主張が採用されることが多かった。しかし、第1次安倍内閣 (改造)では上げ潮派と主張が異なる者の入閣が相次ぎ、中川も幹事長を更迭された。

### 福田政権
福田康夫内閣では、新たに内閣総理大臣補佐官として伊藤達也が起用されたが、厚労族議員などから批判が出た。福田改造内閣では上げ潮派からの入閣は一人もおらず、財政再建を重視し小泉政権で閣僚を務めた与謝野や谷垣禎一らが再入閣した。伊藤は引き続き内閣総理大臣補佐官として留任した。また、福田康夫は自由民主党国家戦略本部の本部長代理に中川を起用するとともに、国家戦略本部にマニフェスト策定の権限を新たに与えた。

## 特徴
経済学者の田中秀臣は「『上げ潮派』はサプライサイド経済学だけでなく、その正反対の立ち位置と言えるオールド・ケインジアンのローレンス・クラインに理論的根拠を策定してもらっている」と指摘している。田中は「『上げ潮派』の目的は『小さな政府』の実現であり、デフレ脱却が目的ではなく、『小さな政府』達成のための一手段でしかなかったところが、この政治集団の限界であった」と指摘している。

## 論争

### 上げ潮派と他グループとの対立
上げ潮派に対し、与謝野馨、谷垣禎一、柳澤伯夫らは財政再建の実現には消費税など歳入面での改革が不可欠と主張しており、財政再建重視派（「財政タカ派」）と呼ばれている。2013年9月1日、町村信孝は「かつては『上げ潮派』と、私のような『財政健全派』と分類された人では（消費増税について）相当議論があったが、完全に上げ潮派が負け、我々の勝ちというのが決まっている」と発言している。また、上げ潮派や財政再建重視派とは一線を画し、プライマリーバランスの黒字化達成時期の先延ばしを主張する麻生太郎らは「黒字化目標先送り派」と呼ばれている。自由民主党 (日本)の党内では、上げ潮派と財政再建重視派との間で財政再建を巡る議論が二分され、さらに黒字化目標先送り派の主張が双方と対立している。
与党内での対立のみならず、日銀総裁人事をどうするか、といった「金融政策」にかかわる局面で、論争になることもある。（黒田東彦、岩田規久男など）
また、霞が関では、財務省は増税による財政再建には肯定的で、財政再建重視派と考えられている。
こういった対立軸の上に、マスコミによる報道が加わり、各グループでの政策論争がなされている。

### 歳出削減
上げ潮派は、無駄な支出を減らすことで歳出削減を図れば、増税を見送ってもプライマリーバランスの黒字化は達成できると主張している。
一方、信州大学経済学部教授の真壁昭夫は、「無駄使いをなくすことが出来れば、若干の財源を捻出することは可能」だが「それだけでは焼け石に水で、わが国の財政状況を根本的に改善することにはならない」と指摘している。その理由として、財政悪化の最大要因は社会保障の増大であり、無駄な支出を減らしたとしても、少子高齢化の進展による支出の増加が大幅に上回るため、結果的に財政状況は悪化の一途を辿るとしている。

### インフレーションの発生
上げ潮派は、インフレーションを発生させることにより、景気拡大及び財政健全化を目指している。具体的な方法としてインフレターゲットを設定してインフレを達成するなどがある。
理論的には、日銀による国債引き受けなどの市場介入、または政府紙幣の発行により、期待インフレ率を上昇させ、それにより、債務を圧縮させたり企業の投資を活性化させることである。この理論を元に、高橋是清が行った日本銀行の国債の直接引き受けは、一定の成果を収めている。
また、近年の日本においては、「人為的にインフレーションにより、千数百兆に及ぶと言われている個人金融資産が市場に流通し始めることにより、企業のエクイティ・ファイナンスが活性化し、その結果、日本経済全体が活性化するのではないか」と指摘する声もあり、期待感を持たれている政策のひとつである。
ただし、インフレーションを発生させることにより、ハイパーインフレーションが発生し、経済に混乱が発生するという主張がなされ、人為的にインフレーションを発生させることには賛否両論がある。
与謝野馨は、国内総生産（GDP）の名目成長率を上げればいいとの発想に基づくインフレーション政策は国民に迷惑を掛けるとの認識を示している。内閣官房長官退任後の2008年には「政治がインフレ頼みで物事をやるのは悪魔的手法だ」とも発言している。
2008年9月、慶應義塾大学環境情報学部教授で文芸評論家の福田和也は「インフレにしたら、日本の経済、ますますダメになる。現実に今、韓国がインフレで通貨が暴落して、破綻寸前である」と述べ、上げ潮派の主張するインフレーション政策を導入すれば韓国同様の経済危機が生じると指摘している。そのうえで「福田（康夫）さんはまじめな人だから、ああいう詐欺じみた政策はイヤなのである」と述べ、「中川秀直みたいな連中を『信用できない』『眉唾だ』という感覚が、福田康夫さんにはある」福田康夫改造内閣にて閣内から上げ潮派が一掃されたと指摘している。

### 霞が関埋蔵金論争
衆議院財務金融委員会にて、財務大臣の塩川正十郎が「母屋（一般会計）でお粥で辛抱しているのに、離れ（特別会計）ではすき焼きを食べている」と発言し、特別会計に注目が集まった。2005年、特別会計改革において、特別会計の剰余金は45兆円に上ると発表され、そのうち20兆円を5年間にわたり、財政健全化に充てると決定された。2007年11月、中川秀直は特別会計の積立・準備金を指して「国民に還元すべき埋蔵金がある」と発言した。しかし、財政再建重視派は中川の主張を否定したため、「霞が関埋蔵金論争」に発展した。福田内閣の策定した2008年度予算案において、財務省は財政融資資金特別会計の準備金10兆円を取り崩すと発表した。

#### 特別会計の積立金の取り崩し
上げ潮派は、「霞が関埋蔵金」を財政赤字の穴埋めに充当することで増税の先送りを行うと主張しており、特別会計の積立金の取り崩しを示唆している。他方、積立金は国債残高の圧縮のために使用するのが常道との意見があり、上げ潮派の主張は批判されている。
特別会計の積立金の内訳
2007年度決算ベースの特別会計において、積立金の総額はおよそ200兆円である。その内訳は下記のとおりである。
保険金の支払いのための積立金
200兆円のうちの150兆円分は将来的な保険金支払いのために積み立てた財源であり、「これを兆円単位で取り崩すのは赤字国債の発行と同じ」と指摘されている。具体的には、国民年金（年金特別会計の国民年金勘定）や地震再保険（地震再保険特別会計）などが該当する。
国債償還のための積立金
200兆円のうち11兆円分は、日本国債償還のために積み立てた財源であり、これを取り崩せばやはり国債の新規発行と同様であるとされる。具体的には、国債整理基金特別会計が該当する。
リスクに備えた積立金
その他、外国為替資金特別会計と財政融資資金特別会計に20兆円ずつの積立金が存在する。外国為替資金特別会計の積立金は、日米の金利差と為替レートの変動などのリスク回避のために積み立てられた財源である。また、財政投融資特別会計の積立金は、長期金利や短期金利の変動などのリスク回避のために積み立てられた財源である。そのため、仮にこれらをゼロにするのなら金融機関の引当金をゼロにするのと同様であると指摘されており、これらの取り崩しを主張する上げ潮派に対し「市場の怖さを知らない財務官僚の暴論」との指摘がなされている。

#### 特別会計の準備金の取り崩し
上げ潮派は、「霞が関埋蔵金」を財政赤字の穴埋めに充当すれば増税の先送りは可能としており、具体的には特別会計の準備金の取り崩しを例示している。このような意見に反して、準備金の取り崩しによる財政再建には、さまざまな問題点が指摘されている。
慶應義塾大学経済学部教授の吉野直行は、準備金の取り崩しによる財政再建に関して、特別会計が部門別採算制であることを踏まえ、一般会計からの繰り入れができず累積赤字も許されない以上、金利変動による損失回避のため準備金は必要不可欠であると指摘している。そのうえで「『準備金』が不要であるとの議論は成り立たず、金利リスクに応じて一定の『準備金』は積み立てておく必要がある」と述べている。また、財政投融資特別会計を例に試算したところ、同特別会計の準備金は2008年度末の長期債務残高615兆円（見込み）の1.6%にしかならず「仮にこれを取り崩したとしても赤字解消からはほど遠い額」としている。さらに、準備金を取り崩したとしても翌年度以降の財政収支は改善しないことから、「財政の構造自体をよくすることはできない」と指摘している。

### 小泉政権の改革の継承
小泉政権で内閣総理大臣秘書官を務めた飯島勲からは「上げ潮派は自ら改革派を名乗り、（消費税増税やむなしと訴える与謝野馨ら）財政再建派を『官僚に魂を売り渡した』と責めているが、どうして小泉路線の継承者になるのか解せない。都合のいいところだけ引っ張って我田引水している」と批判されている。
財政制度等審議会は、消費税引き上げの必要性を明記し、上げ潮派の主張を否定する建議を発表した。東芝社長・東京証券取引所社長を歴任した審議会長の西室泰三は、建議を公表した際に「大衆迎合主義の弊害を政治家に感じてもらいたい」と述べている。また、社会保障国民会議においても、小泉政権の構造改革路線を評価し、社会保障の財源確保のため増税の必要性を示唆する中間報告の骨子を公表している。なお、伊藤達也も内閣総理大臣補佐官（社会保障担当）として社会保障国民会議に出席している。

### プライマリー・バランスの黒字化達成時期
中川ら上げ潮派と、与謝野ら財政再建重視派は、2011年度までのプライマリー・バランス黒字化を目指すと双方とも主張しており、黒字化の目標年度については概ね一致している。対して、麻生太郎や公明党らは、プライマリーバランスの黒字化達成時期を先延ばしを主張している。特に、麻生は小泉政権では閣僚を務めていたが、自由民主党総裁選挙では黒字化目標年度の先延ばしを公約として掲げており、景気対策の重視を主張している。このような主張を行う議員らは、上げ潮派や財政再建重視派に対して「黒字化目標先送り派」と呼称されている。
2008年8月の福田改造内閣成立後、福田は「あらゆる方策を使って達成する心構えが極めて大事。それを実現したい」と主張し、黒字化目標の堅持を訴えている。福田の主張に対し、上げ潮派の中川も「首相の言うことが正しい」と肯定し、財政再建重視派の与謝野も「目標を動かすわけにはいかない」としている。加えて、2011年度の黒字化達成は国際公約との指摘や、選挙や景気減速時にも財政出動をさせないための足かせとして策定された目標であり、先延ばしは本末転倒との指摘がなされている。